# Friedhofskreuz (Branne)

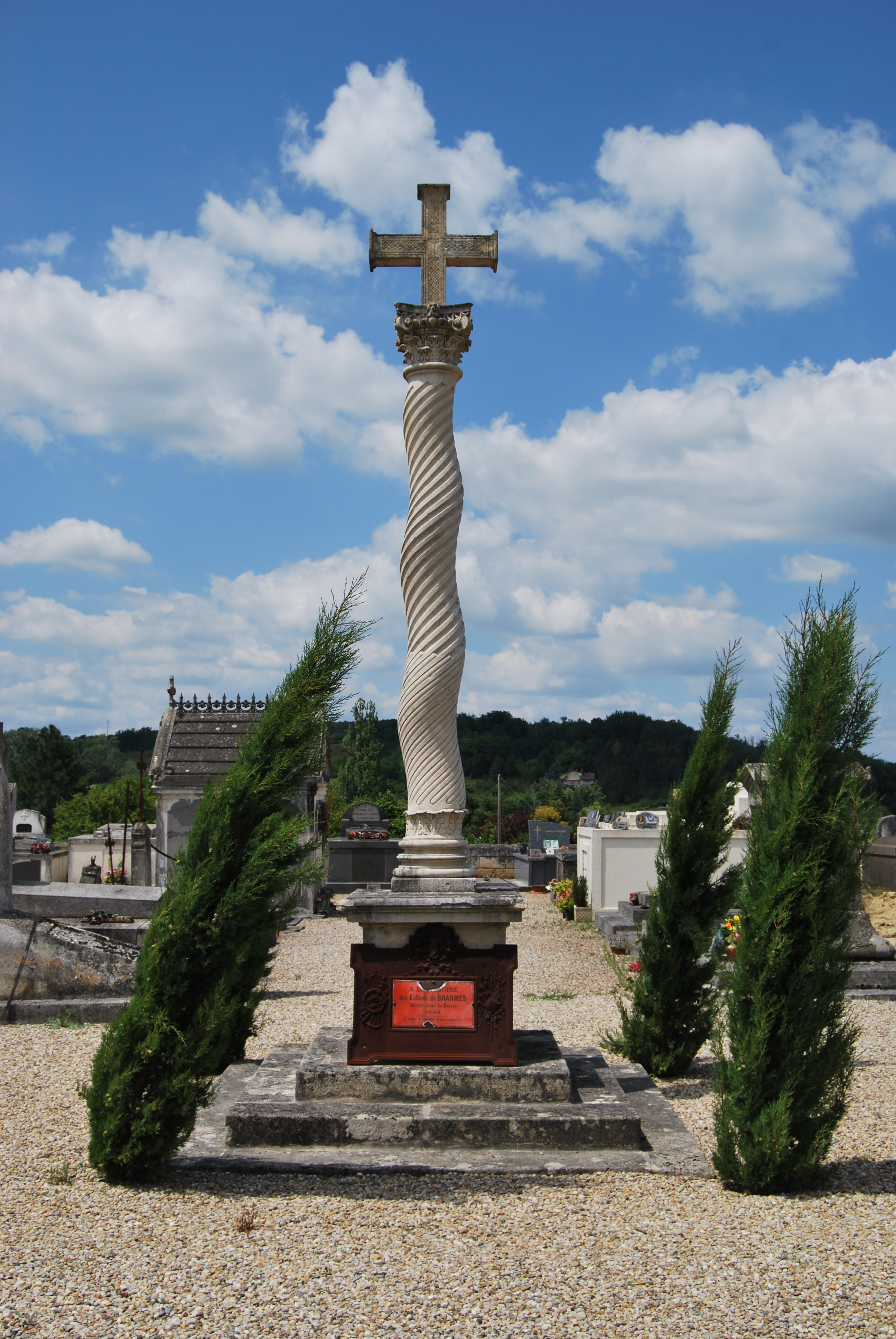
Friedhofskreuz in Branne

Das  Friedhofskreuz in Branne, einer französischen Gemeinde im Département Gironde in der Region Nouvelle-Aquitaine, wurde im 17. Jahrhundert errichtet. Im Jahr 1973 wurde das Kreuz als Monument historique in die Liste der Baudenkmäler in Frankreich aufgenommen.
Auf einem rechteckigen Sockel steht eine gewundene, kannelierte Säule, die von einem Kreuz auf einem korinthischen Kapitell bekrönt wird. Das Kreuz ist an beiden Seiten mit ornamentalen Gravuren versehen.